# Чемпіонат світу з легкої атлетики 1991
Чемпіонат світу з легкої атлетики 1991 був проведений з 23 серпня по 1 вересня на Національному стадіоні в Токіо.

## Призери

### Чоловіки
| Дисципліна                | Золото | Золото      | Срібло                                                                                                   | Срібло   | Бронза                                                                                 | Бронза   |
| ------------------------- | --- | ----------- | --- | -------- | -------------------------------------------------------------------------------------- | -------- |
| 100 метрів                | Карл Льюїс США                                                                                             | 9,86 WR     | Лерой Баррелл США                                                                                        | 9,88 PB  | Денніс Мітчелл США                                                                     | 9,91 PB  |
| 200 метрів                | Майкл Джонсон США                                                                                          | 20,01 CR    | Френкі Фредерікс Намібія                                                                                 | 20,34    | Етлі Махорн Канада                                                                     | 20,49    |
| 400 метрів                | Антоніо Петтігрю США                                                                                       | 44,57       | Роджер Блек Велика Британія                                                                              | 44,62    | Денні Еверетт США                                                                      | 44,63    |
| 800 метрів                | Біллі Кончеллах Кенія                                                                                      | 1.43,99     | Жозе Луїс Барбоса Бразилія                                                                               | 1.44,24  | Марк Еверетт США                                                                       | 1.44,67  |
| 1500 метрів               | Нуреддін Морселі Алжир                                                                                     | 3.32,84 CR  | Вілфред Кірочі Кенія                                                                                     | 3.34,84  | Гауке Фулбрюгге Німеччина                                                              | 3.35,28  |
| 5000 метрів               | Йобес Ондієкі Кенія                                                                                        | 13.14,45 CR | Фіта Баїсса Ефіопія                                                                                      | 13.16,64 | Брагім Бутаєб Марокко                                                                  | 13.22,70 |
| 10000 метрів              | Мозес Тануї Кенія                                                                                          | 27.38,74    | Річард Челімо Кенія                                                                                      | 27.39,41 | Халід Сках Марокко                                                                     | 27.41,74 |
| 110 метрів з бар'єрами    | Грег Фостер США                                                                                            | 13,06       | Джек Пірс США                                                                                            | 13,06    | Тоні Джарретт Велика Британія                                                          | 13,25    |
| 400 метрів з бар'єрами    | Самуель Матете Замбія                                                                                      | 47,64       | Вінтроп Грехем Ямайка                                                                                    | 47,74 NR | Крісс Акабусі Велика Британія                                                          | 47,86 NR |
| 3000 метрів з перешкодами | Мозес Кіптануї Кенія                                                                                       | 8.12,59     | Патрік Санг Кенія                                                                                        | 8.13,44  | Аззедін Брахмі Алжир                                                                   | 8.15,54  |
| 4×100 метрів              | СШААндре Кейсон Лерой Баррелл Денніс Мітчелл Карл Льюїс Майкл Марш (забіг)                                 | 37,50 WR    | ФранціяМакс Моріньєр Данієль Сангума Жан-Шарль Труабаль Брюно Марі-Роз                                   | 37,87    | Велика БританіяТоні Джарретт Джон Реджіс Даррен Брейтвейт Лінфорд Крісті               | 38,09    |
| 4×400 метрів              | Велика БританіяРоджер Блек Дерек Редмонд Джон Реджіс Крісс Акабусі Аде Мафе (забіг) Марк Річардсон (забіг) | 2.57,53 ER  | СШАЕндрю Валмон Квінсі Воттс Денні Еверетт Антоніо Петтігрю Джефф Рейнольдс (забіг) Марк Еверетт (забіг) | 2.57,57  | ЯмайкаПатрік О'Коннор Девон Морріс Вінтроп Грехем Сеймур Фейген Говард Бернетт (забіг) | 3.00,10  |
| Марафон                   | Танігуті Хіромі Японія                                                                                     | 2:14.57     | Гуссейн Ахмед Салах Джибуті                                                                              | 2:15.26  | Стів Спенс США                                                                         | 2:15.36  |
| Ходьба 20 кілометрів      | Мауріціо Дамілано Італія                                                                                   | 1:19.37 CR  | Михайло Щенніков СРСР                                                                                    | 1:19.46  | Євген Місюля СРСР                                                                      | 1:20.22  |
| Ходьба 50 кілометрів      | Олександр Поташов СРСР                                                                                     | 3:53.09     | Андрій Перлов СРСР                                                                                       | 3:53.09  | Гартвіґ Ґаудер Німеччина                                                               | 3:55.14  |
| Стрибки у висоту          | Чарльз Остін США                                                                                           | 2,38 CR     | Хав'єр Сотомайор Куба                                                                                    | 2,36     | Голліс Конвей США                                                                      | 2,36     |
| Стрибки з жердиною        | Сергій Бубка СРСР                                                                                          | 5,95 CR     | Іштван Бадьюла Угорщина                                                                                  | 5,90     | Максим Тарасов СРСР                                                                    | 5,85     |
| Стрибки в довжину         | Майк Пауелл США                                                                                            | 8,95 WR     | Карл Льюїс США                                                                                           | 8,91w    | Ларрі Майрікс США                                                                      | 8,42     |
| Потрійний стрибок         | Кенні Гаррісон США                                                                                         | 17,78       | Леонід Волошин СРСР                                                                                      | 17,75    | Майк Конлі США                                                                         | 17,62    |
| Штовхання ядра            | Вернер Гюнтер Швейцарія                                                                                    | 21,67       | Ларс Арвід Нільсен Норвегія                                                                              | 20,75    | Олександр Клименко СРСР                                                                | 20,34    |
| Метання диска             | Ларс Рідель Німеччина                                                                                      | 66,20       | Ерік де Брейн Нідерланди                                                                                 | 65,82    | Аттіла Горват Угорщина                                                                 | 65,32    |
| Метання молота            | Юрій Сєдих СРСР                                                                                            | 81,70       | Ігор Астапкович СРСР                                                                                     | 80,94    | Гайнц Вайс Німеччина                                                                   | 80,44    |
| Метання списа             | Кіммо Кіннунен Фінляндія                                                                                   | 90,82       | Сеппо Рятю Фінляндія                                                                                     | 88,12    | Володимир Сасимович СРСР                                                               | 87,08    |
| Десятиборство             | Ден О'Браєн США                                                                                            | 8812 CR     | Майк Сміт Канада                                                                                         | 8549     | Крістіан Шенк Німеччина                                                                | 8394     |

### Жінки
| Дисципліна             | Золото                                                                                     | Золото   | Срібло                                                                                | Срібло   | Бронза | Бронза     |
| ---------------------- | ------------------------------------------------------------------------------------------ | -------- | ------------------------------------------------------------------------------------- | -------- | --- | ---------- |
| 100 метрів             | Катрін Краббе Німеччина                                                                    | 10,99    | Гвен Торренс США                                                                      | 11,03    | Мерлін Отті Ямайка                                                                                                | 11,06      |
| 200 метрів             | Катрін Краббе Німеччина                                                                    | 22,09    | Гвен Торренс США                                                                      | 22,16    | Мерлін Отті Ямайка                                                                                                | 22,21      |
| 400 метрів             | Марі-Жозе Перек Франція                                                                    | 49,13    | Гріт Броєр Німеччина                                                                  | 49,42    | Сандра Маєрс Іспанія                                                                                              | 49,78      |
| 800 метрів             | Лілія Нурутдінова СРСР                                                                     | 1.57,50  | Ана Фіделія Кірот Куба                                                                | 1.57,55  | Елла Ковач Румунія                                                                                                | 1.57,58    |
| 1500 метрів            | Гассіба Булмерка Алжир                                                                     | 4.02,21  | Тетяна Доровських СРСР                                                                | 4.02,58  | Людмила Рогачова СРСР                                                                                             | 4.02,72    |
| 3000 метрів            | Тетяна Доровських СРСР                                                                     | 8.35,82  | Олена Романова СРСР                                                                   | 8.36,06  | Сьюзен Сірма Кенія                                                                                                | 8.39,41 AR |
| 10000 метрів           | Ліз Макколган Велика Британія                                                              | 31.14,31 | Чжун Хуаньді КНР                                                                      | 31.35,08 | Ван Сютін КНР | 31.35,99   |
| 100 метрів з бар'єрами | Людмила Нарожиленко СРСР                                                                   | 12,59    | Ґейл Діверс США                                                                       | 12,61    | Наталія Григор'єва СРСР                                                                                           | 12,69      |
| 400 метрів з бар'єрами | Тетяна Ледовська СРСР                                                                      | 53,11 CR | Саллі Ганнелл Велика Британія                                                         | 53,16 NR | Джанін Вікерс США                                                                                                 | 53,47      |
| 4×100 метрів           | ЯмайкаДалія Дугейні Джульєт Катберт Беверлі Мак-Дональд Мерлін Отті Мерлін Фрейзер (забіг) | 41,94 NR | СРСРНаталія Ковтун Галина Мальчугіна Олена Виноградова Ірина Привалова                | 42,20    | НімеччинаГріт Броєр Катрін Краббе Сабіне Ріхтер Гайке Дрекслер                                                    | 42,33      |
| 4×400 метрів           | СРСРТетяна Ледовська Людмила Джигалова Ольга Назарова Ольга Бризгіна Анна Чуприна (забіг)  | 3.18,43  | СШАРошелль Стівенс Даян Діксон Джерл Майлз Ліллі Лезервуд Наташа Кайзер-Браун (забіг) | 3.20,15  | НімеччинаУта Ролендер Катрін Краббе Крістіне Вахтель Гріт Броєр Аннетт Гессельбарт (забіг) Катрін Шрайтер (забіг) | 3.21,25    |
| Марафон                | Ванда Панфіль Польща                                                                       | 2:29.53  | Ямасіта Сатіко Японія                                                                 | 2:29.57  | Катрін Дерре Німеччина                                                                                            | 2:30.10    |
| Ходьба 10 кілометрів   | Аліна Іванова СРСР                                                                         | 42.57 CR | Маделайн Свенссон Швеція                                                              | 43.13    | Сарі Ессая Фінляндія                                                                                              | 43.13      |
| Стрибки у висоту       | Гайке Генкель Німеччина                                                                    | 2,05     | Олена Єлесіна СРСР                                                                    | 1,98     | Інга Бабакова СРСР                                                                                                | 1,96       |
| Стрибки в довжину      | Джекі Джойнер-Керсі США                                                                    | 7,32     | Гайке Дрекслер Німеччина                                                              | 7,29     | Лариса Бережна СРСР                                                                                               | 7,11       |
| Штовхання ядра         | Хуан Чжихун КНР                                                                            | 20,83    | Наталія Лісовська СРСР                                                                | 20,29    | Світлана Кривельова СРСР                                                                                          | 20,16      |
| Метання диска          | Цветанка Христова Болгарія                                                                 | 71,02    | Ільке Вілудда Німеччина                                                               | 69,12    | Лариса Михальченко СРСР                                                                                           | 68,26      |
| Метання списа          | Сюй Демей КНР                                                                              | 68,78    | Петра Маєр Німеччина                                                                  | 68,68    | Зільке Ренк Німеччина                                                                                             | 66,80      |
| Семиборство            | Сабіне Браун Німеччина                                                                     | 6672     | Лільяна Нестасе Румунія                                                               | 6493     | Ірина Белова СРСР                                                                                                 | 6448       |

## Медальний залік
| Місце                | Країна               | Золото | Срібло | Бронза | Загалом |
| -------------------- | -------------------- | ------ | ------ | ------ | ------- |
| 1                    | США                  | 10     | 8      | 8      | 26      |
| 2                    | СРСР                 | 9      | 9      | 11     | 29      |
| 3                    | Німеччина            | 5      | 4      | 8      | 17      |
| 4                    | Кенія                | 4      | 3      | 1      | 8       |
| 5                    | Велика Британія      | 2      | 2      | 3      | 7       |
| 6                    | КНР                  | 2      | 1      | 1      | 4       |
| 7                    | Алжир                | 2      | 0      | 1      | 3       |
| 8                    | Ямайка               | 1      | 1      | 3      | 5       |
| 9                    | Фінляндія            | 1      | 1      | 1      | 3       |
| 10                   | Франція              | 1      | 1      | 0      | 2       |
| 10                   | Японія               | 1      | 1      | 0      | 2       |
| 12                   | Італія               | 1      | 0      | 0      | 1       |
| 12                   | Болгарія             | 1      | 0      | 0      | 1       |
| 12                   | Замбія               | 1      | 0      | 0      | 1       |
| 12                   | Польща               | 1      | 0      | 0      | 1       |
| 12                   | Швейцарія            | 1      | 0      | 0      | 1       |
| 17                   | Куба                 | 0      | 2      | 0      | 2       |
| 18                   | Канада               | 0      | 1      | 1      | 2       |
| 18                   | Румунія              | 0      | 1      | 1      | 2       |
| 18                   | Угорщина             | 0      | 1      | 1      | 2       |
| 21                   | Ефіопія              | 0      | 1      | 0      | 1       |
| 21                   | Намібія              | 0      | 1      | 0      | 1       |
| 21                   | Бразилія             | 0      | 1      | 0      | 1       |
| 21                   | Джибуті              | 0      | 1      | 0      | 1       |
| 21                   | Норвегія             | 0      | 1      | 0      | 1       |
| 21                   | Нідерланди           | 0      | 1      | 0      | 1       |
| 21                   | Швеція               | 0      | 1      | 0      | 1       |
| 28                   | Марокко              | 0      | 0      | 2      | 2       |
| 29                   | Іспанія              | 0      | 0      | 1      | 1       |
| Загалом (29 збірних) | Загалом (29 збірних) | 43     | 43     | 43     | 129     |